# Aplysia fasciata
A Aplysia fasciata, comummente conhecida como lesma-do-mar-negra, é uma espécie de molúsculo gastrópode opistobrânquio marinho, da família Aplysiidae.

## Nomes comuns
Esta espécie dá ainda pelos seguintes nomes comuns: lebre-do-mar-negra, devido à existência de dois rinóforos (antenas cefálicas) na cabeça, que se assemelham às orelhas de lebre; e vinagreira-negra, devido à cor purpura do líquido não tóxico que libertam quando estão em stress.

## Distribuição
Encontra-se presente no Atlântico Oriental, desde França até Angola, passando por Cabo Verde e marcando também presença no mar Mediterrâneo.

### Portugal
É muito comum em Portugal durante os meses de verão e na zona de entre-marés, em povoamentos de algas e de zostera, sendo inclusive, possível encontrá-los em aglomerados de vários indivíduos. Em geral, os grupos de lesmas-do-mar-negras tendem a concentrar-se em zonas bem providas de Laminariales, pelo que se crê que essa variedade de plantas marinhas possa desempenhar um importante contributo no desenvolvimento das lesmas-do-mar-negras, desde a fase de larva até à fase juvenil.

## Descrição
Caracterizam-se pelo corpo de coloração em tons de negro ou de castanho-escuro. Dispõem de parapódios separados, tanto posterior como anteriormente.
Tanto os rinóforos, como os parapódios costumam estar orlados por uma risca laranja ou vermelha. Por vezes, alguns espécimes podem estar dotados de pequenos ocelos claros na face interior dos parapódios ou mesmo no corpo inteiro.
Esta é a maior espécie do género Aplysia e também um dos maiores opistobrânquios que se podem encontrar em águas portuguesas, alcançando comprimentos máximos na ordem dos 40 centímetros e pesando até 1,5 kg.
Estes animais costumam deslocar-se sobre o fundo, mas também podem nadar, utilizando os parapódios como barbatanas.

### Dieta
São herbívoros, alimentando-se mormente de um vasto leque de algas castanhas, vermelhas e verdes, com particular preferência pela alface-do-mar. As lesmas-do-mar-negras são capazes de se alimentar tanto em movimento, como paradas.

## Sinonímia
Há autores que defendem que a espécie Aplysia brasiliana, endémica do litoral atlântico americano, será a mesma que a Aplysia fasciata e que a diferença entre as duas assenta apenas num simples padrão de variação cromática.